# Kaiser Darrin
El Kaiser Darrin, también conocido como Kaiser Darrin 161 o en forma abreviada simplemente como Darrin, era un automóvil deportivo estadounidense diseñado por Howard "Dutch" Darrin y construido por Kaiser Motors para la gama de 1954. Esencialmente una renovación del compacto Henry J de Kaiser, el Kaiser Darrin fue uno de los logros finales de su diseñador y se destacó por ser el primer automóvil estadounidense equipado con una carrocería y puertas de plástico reforzado con vidrio que se deslizaban hacia los huecos tras los guardabarros delanteros. El coche recibió el nombre de Henry John Kaiser (director de Kaiser Motors), y de su diseñador Howard Darrin.
El Darrin fue concebido como parte de un movimiento en Detroit para competir cara a cara con los roadsters europeos que se importaron y vendieron en los Estados Unidos en el período posterior a la Segunda Guerra Mundial. Entre otros productos desarrollados se encuentran el Ford Thunderbird en su forma inicial de dos asientos y el Chevrolet Corvette (C1). Si bien el Darrin se diseñó de manera atractiva, tenía poca potencia y, aunque su desempeño era bueno en general, no estaba a la altura de vehículos extranjeros como el Nash-Healey o el Triumph TR2. El alto precio del Darrin, la falta de confianza del consumidor en la viabilidad de la compañía Kaiser y los desafíos prácticos que implicó el diseño del automóvil dieron como resultado ventas bajas, aunque por entonces los coches deportivos no se vendían en grandes cantidades.
Solo se fabricaron 435 unidades del Darrin de producción en serie y seis prototipos. El derrumbe de las finanzas corporativas, la amenaza de perder las instalaciones de ensamblaje y una inusual tormenta de nieve que, según los informes, arruinó 50 de las unidades fabricadas, fueron factores que contribuyeron a acabar con el proyecto. Darrin compró esos 50 vehículos y los demás que Kaiser había dejado almacenados y los vendió en su concesionario de Hollywood, California. Muchos de los motores de los coches se actualizaron con sobrealimentadores y carburación múltiple para mejorar su rendimiento. Seis fueron rediseñados con unidades Cadillac Eldorado V-8, y uno de ellos llegó a competir en pruebas automovilísticas.

## Antecedentes

### Kaiser

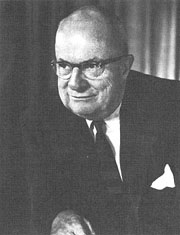
Henry J. Kaiser

Al final de su carrera, el industrial Henry John Kaiser había construido un imperio personal que incluía más de 100 empresas distintas que iban desde la construcción y la manufactura hasta el cuidado de la salud. Había comenzado con un negocio de cemento en Vancouver, Columbia Británica. En 1927 obtuvo un contrato para construir carreteras en Cuba, su empresa participó en las obras de la Hoover y de la presa Grand Coulee. En 1939 ingresó en la industria de la construcción naval. Aunque nunca antes había construido un barco, en 1943 tenía más de 300.000 empleados en siete astilleros y finalmente construyó 1490 barcos durante Segunda Guerra Mundial. Un organizador excepcional y con ideas propias, Kaiser tendía a abrirse camino a través de los problemas. En áreas que carecían de infraestructura para apoyar a su fuerza laboral, Kaiser y su hijo Edgar construyeron ciudades enteras en meses. Si había escasez de acero, construía una fundición o encontraba una forma de sustituirlo por aluminio. Lo único de lo que carecía, según el escritor Aaron Severson, era la percepción de sus propias limitaciones.
Kaiser había comenzado a considerar introducirse en el negocio del automóvil en 1942, cuando el gobierno de los Estados Unidos detuvo la producción de vehículos civiles para centrarse en los militares, debido a la entrada del país en la Segunda Guerra Mundial. Con la mirada puesta en las necesidades de la posguerra, Kaiser reunió un equipo de "hombres de ideas" para concebir un automóvil compacto y liviano que el trabajador promedio pudiera pagar. En 1945, el proyecto había alcanzado la etapa de prototipo con el K-85, no un automóvil compacto sino uno con varias características avanzadas, que incluían tracción delantera, carrocería monocasco y una combinación de muelles y barras de torsión y un eje trasero denominado "Suspensión torsiónica". En sociedad con el ejecutivo automotriz Joseph W. Frazer, Kaiser formó la Kaiser-Frazer Corporation el 25 de julio de 1945. A finales de ese año, la nueva compañía arrendó el complejo de la fábrica de Ford en Willow Run, cerca de Detroit, como su base de fabricación.
Construir coches nuevos pronto resultó más problemático que diseñarlos. Si bien la demanda de automóviles nuevos de la posguerra significó ventas sólidas, la escasez continua de capital en Kaiser-Frazer llevó a una división entre sus dos fundadores. Kaiser deseaba aumentar la producción, mientras que Frazer quería recortar y economizar, especialmente con el punto de vista de que a medida que los Tres Grandes (Ford, Chrysler y General Motors) sacaran coches de nuevo diseño, las ventas de Kaiser-Frazer bajarían (inmediatamente después de la Segunda Guerra Mundial, los Tres Grandes se habían conformado con relanzar automóviles esencialmente diseñados antes de la guerra, ante la dificultad de llevar nuevos vehículos al mercado). A principios de 1949, Frazer renunció como presidente de Kaiser-Frazer, siendo reemplazado por el hijo de Kaiser, Edgar, y la empresa pasó a llamarse Kaiser Motors. Las preocupaciones de Frazer demostraron ser acertadas, y las ventas se desplomaron en 1949. Henry y Edgar Kaiser contemplaron liquidar la empresa, pero finalmente decidieron no hacerlo, con la esperanza de que un nuevo Kaiser para 1951, el Henry J, ayudara a revertir la situación incrementando las ventas.

### Darrin
El diseñador estadounidense Howard "Dutch" Darrin comenzó a construir autocares en París en asociación con el también diseñador estadounidense Thomas L. Hibbard bajo el nombre de Hibbard & Darrin en 1923. Si bien se hicieron famosos en los años siguientes por las carrocerías de estilo innovador que diseñaron para muchos de los chasis europeos más prestigiosos, la Gran Depresión y la consiguiente pérdida de clientes golpearon duramente a Hibbard & Darrin. La sociedad terminó en 1931 cuando Hibbard aceptó un puesto en el departamento de diseño de General Motors a las órdenes de Harley Earl.
Si bien Darrin permaneció en Francia inicialmente y formó la empresa de construcción de carrocerías "Fernández & Darrin" con un rico banquero sudamericano, regresó a los Estados Unidos en 1937. Presentó sus propias carrocerías en Sunset Boulevard, Hollywood, y trabajó con Packard en algunos de los modelos más atractivos construidos por esa empresa en los años 30 y 40, como el Packard 120 y el Packard Clipper. Una de sus marcas registradas se convirtió en una línea con amplios guardabarros delanteros que descendían suavemente por el costado del automóvil hasta que alcanzaban un "hueco" en el arranque de los guardabarros traseros.

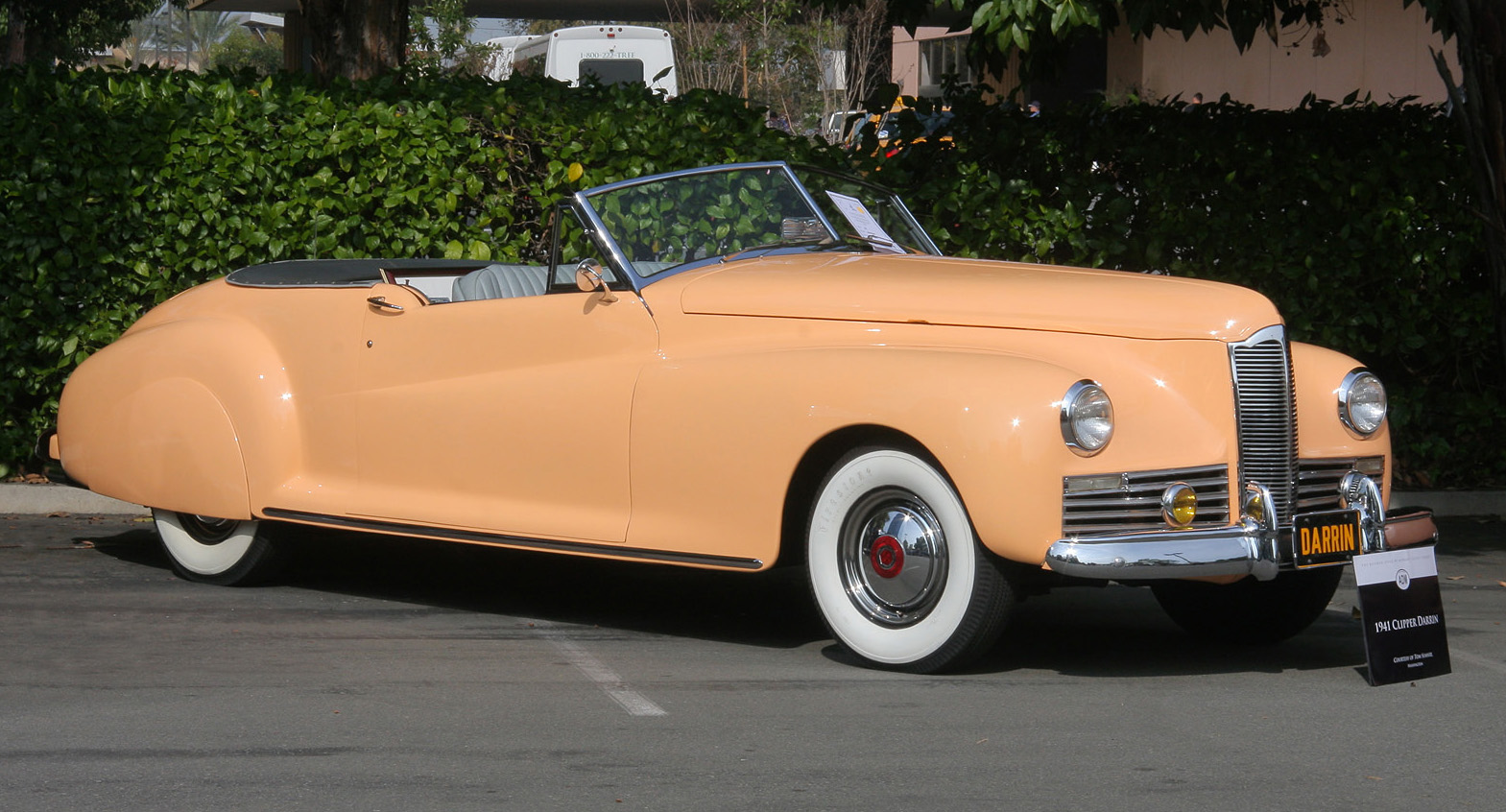
Packard Clipper Darrin Convertible de 1941

Darrin comenzó a trabajar con Kaiser-Frazer como consultor independiente al final de Segunda Guerra Mundial, después de que un plan para fabricar y vender un automóvil avanzado de su propio diseño no se materializara debido a la escasez  de materias primas de la posguerra. El banquero de inversiones Charles Schwartz, un amigo de Darrin que lo había ayudado a organizar la financiación de su plan, le presentó a Joseph Frazer, quien le encargó a que le diseñara un automóvil que planeaba comercializar a través de la firma automotriz Graham-Paige. Una vez que se incorporó a Kaiser-Frazer, el diseño de Darrin se convirtió en el primer Frazer de 1947. En 1946, Darrin había sido contratado como consultor de Kaiser-Frazer.
La relación de Darrin con la empresa y Kaiser fue tormentosa. Los diseños de Darrin generalmente se descartaron por diseños más convencionales y menos atractivos. Renunció a Kaiser-Frazer en 1946 después de que sus "exprimidores de naranjas", como él llamaba a los diseñadores de la compañía, modificaron su diseño para el sedán K-F de 1946. Aunque Henry y Edgar Kaiser se habían llevado bien con Darrin personalmente y lo habían contratado basándose en su reputación en los círculos automotrices, ninguno de los dos lamentaba que se fuera. Darrin tenía fama de ser voluble, temperamental y cascarrabias, y se fue con la impresión de que Kaiser-Frazer lo había estado excluyendo, especialmente porque la influencia de Joseph Frazer en la empresa había disminuido. Sin embargo, cuando Frazer le pidió a Darrin que regresara dos años después para trabajar en el Kaiser de 1951, Darrin aceptó, pero cuando se eligió un diseño más sobrio para el compacto Henry J que el que había presentado, volvió a dimitir.

## Vestir al Henry J
El Henry J había sido el proyecto favorito del dueño de la compañía, el resultado del deseo de Kaiser y Frazer de fabricar un automóvil asequible para el trabajador medio estadounidense. También fue la base para un préstamo de 44 millones de dólares a la Corporación Federal Financiera para la Reconstrucción en 1948, con la condición de que el automóvil saliera al mercado a más tardar en el verano de 1950. Su distancia entre ejes, de 100 pulgadas (2,5 m), había sido una reducción de la del sedán de 1951 de la compañía, que aunque era un modelo convencional, había demostrado tener un diseño sólido. Además, el sedán de 1951 tenía un centro de gravedad bajo y, con un andar excepcionalmente bueno, rivalizaba con los modelos compactos de Hudson como uno de los coches con mejor conducción de su clase. Los probadores contemporáneos del Henry J, como Tom McCahill de Mechanix Illustrated y Floyd Clymer de Popular Mechanics, señalaron la mala calidad del ensamblaje del automóvil, pero elogiaron las cualidades ruteras del Henry J. El escritor de automoción Aaron Severson, en su artículo "Dressed to Kill: The 1954 Kaiser Darrin", calificó la facilidad de conducción del Henry J como una "agradable combinación de comodidad y maniobrabilidad" y su motor "vivaz, si no particularmente rápido".

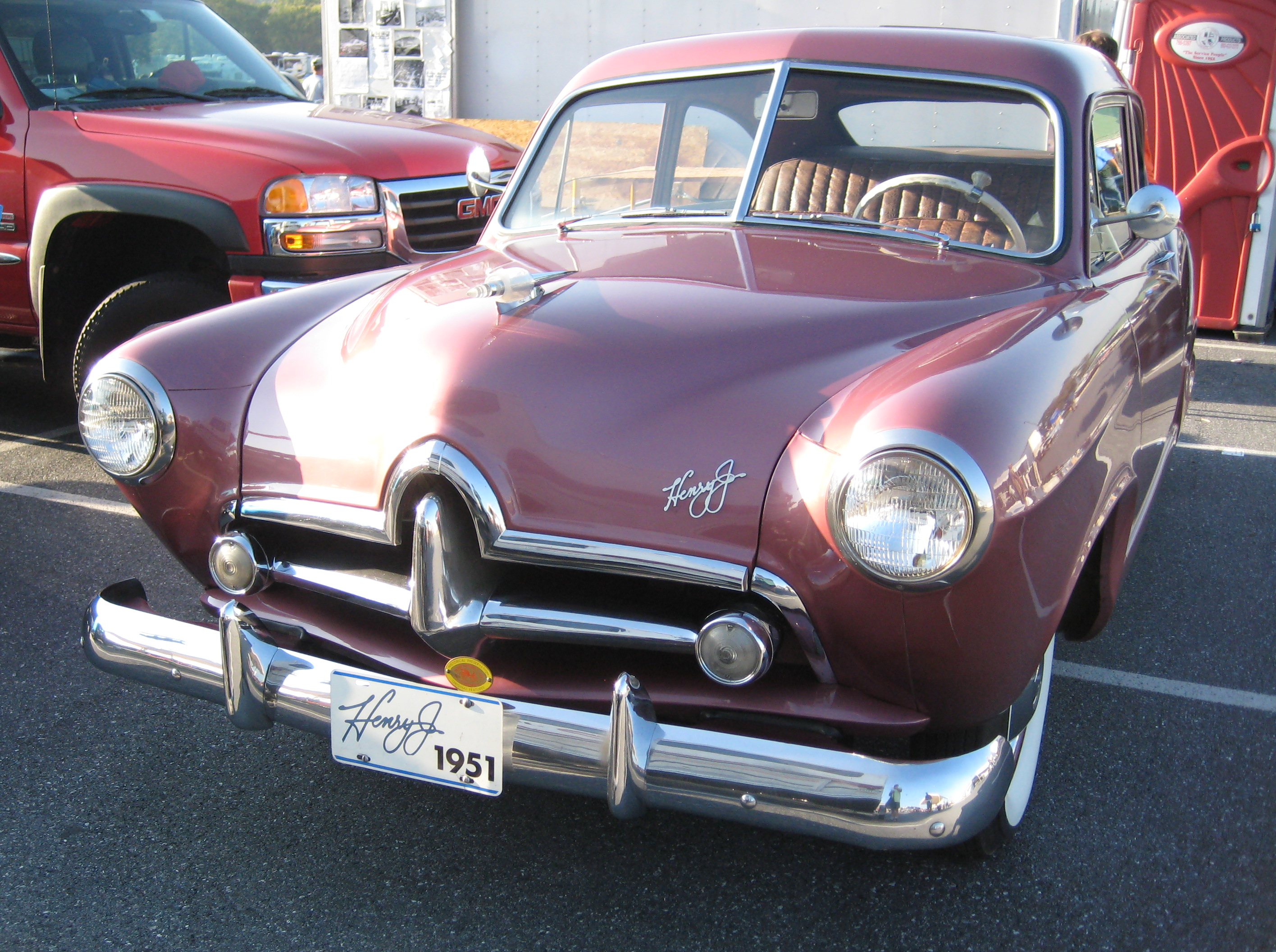
Kaiser Henry J de 1951

Darrin sintió que el Henry J merecía algo mejor que el diseño cuadrado con el que había sido equipado y se propuso demostrarlo. Utilizando sus propios fondos y sin notificárselo a Kaiser, produjo un diseño descapotable de dos asientos. Después de haber completado un modelo de arcilla en la primera mitad de 1952, se puso en contacto con Bill Tritt, que había sido pionero en el uso de plástico reforzado con vidrio en las carrocerías de automóviles deportivos para que produjera un prototipo. Esta carrocería se envió al taller de diseño de Darrin en Santa Mónica, California, y se acopló a un chasis Henry J. Una vez que se terminó el prototipo, Darrin invitó a Kaiser a ver el coche.
Kaiser, como era de esperar, se molestó al ver el prototipo. Rugió: "No estamos en el negocio de vender autos deportivos", y reprendió a Darrin por continuar con el proyecto sin su conocimiento. Darrin respondió que el automóvil no se había construido mientras estuvo en la empresa, y que él mismo lo había financiado. "Además", añadió, "si no construyes el coche bajo la bandera de Kaiser, lo construiré yo mismo". En este punto, la reciente joven esposa de Kaiser, que lo había acompañado a la tienda, le dijo a su esposo: "Esto es lo más hermoso que he visto. No veo por qué no estás en el negocio de la construcción de automóviles deportivos. Y no creo que hubiera muchas empresas de automóviles que no entrasen en el negocio de los deportivos después de ver este automóvil". Esas palabras cambiaron la opinión de Kaiser. Al final de la presentación, no solo había asumido que debía construir del automóvil, sino también desarrollar una versión de cuatro puertas. Meses después, Kaiser mostró su agradecimiento, llamando al nuevo coche deportivo Kaiser Darrin.
Desgraciadamente, en ese momento se estaba iniciando una avalancha de propuestas entre los fabricantes de automóviles estadounidenses para producir roadsters de dos asientos que rivalizasen con las importaciones británicas. Ford estaba desarrollando la primera versión de su modelo Thunderbird y General Motors estaba trabajando en el Chevrolet Corvette, y a pesar de que el diseño de Darrin era anterior a ambos proyectos, su trayectoria se vería seriamente lastrada por el inmediato éxito de sus rivales.

## Diseño

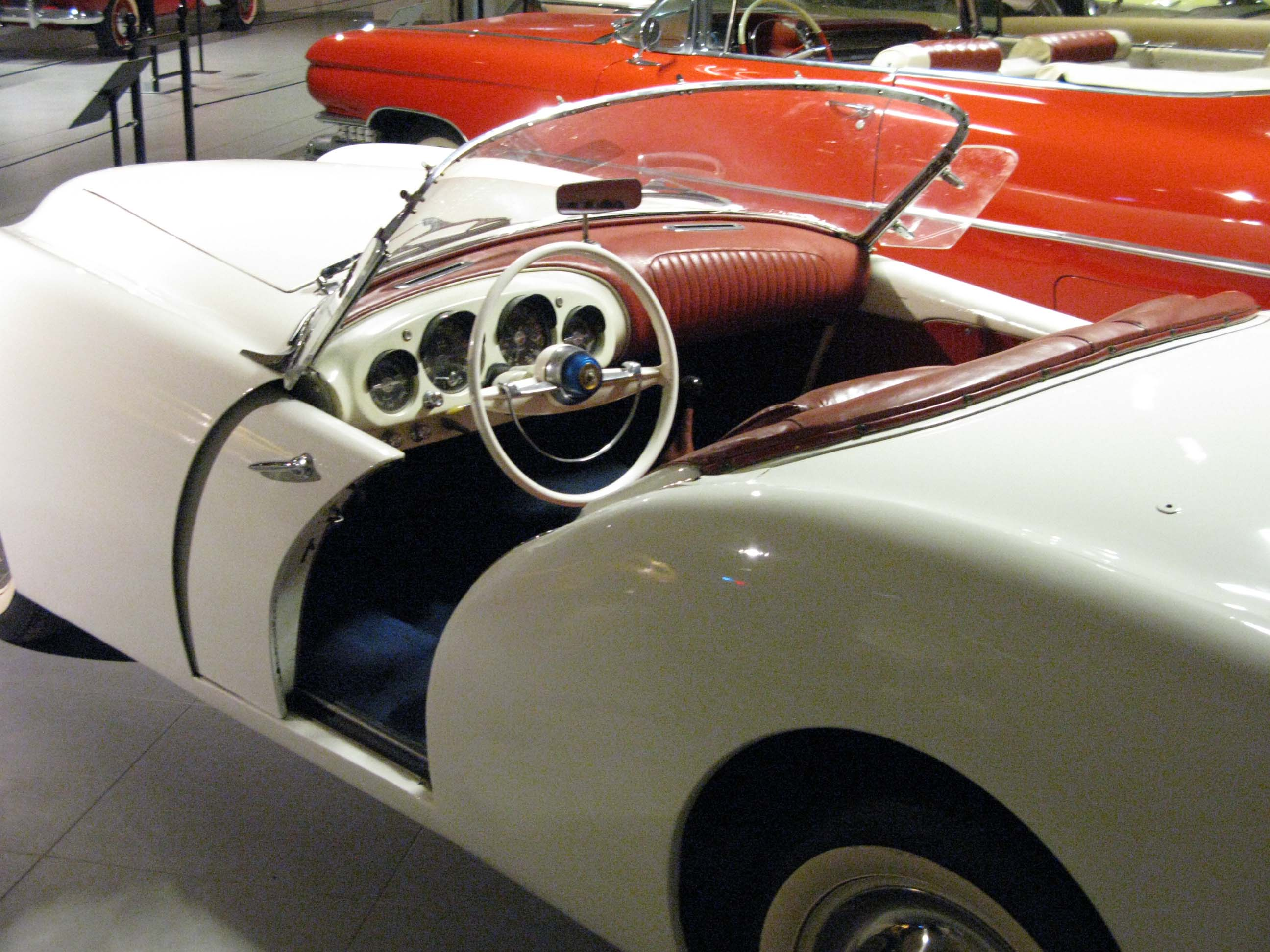
Vista del lado del conductor de Kaiser Darrin. Nótense el tablero acolchado y la puerta de entrada corredera

Junto con la línea de guardabarros, una marca registrada de Darrin, el Kaiser Darrin tenía puertas de entrada que, en lugar de tener bisagras para abrirse hacia afuera, se deslizaban sobre rieles hacia los huecos del guardabarros delantero situados por detrás de las ruedas delanteras. Impulsado por la aversión de Darrin por las puertas convencionales, el diseñador había obtenido una patente sobre el concepto de puertas correderas para automóviles en 1946. Para mantener el ensamblaje de la puerta lo más simple posible, no se incorporaron ventanas laterales. El automóvil estaba equipado con una capota Landau de tres posiciones, que también se consideró novedosa, y el diseño en general fue considerado por los críticos y escritores de la industria como de proporciones hermosas. El único defecto se consideró el diseño de la parrilla delantera del coche. Alto y con forma de concha, parecía como si el automóvil "quisiera darte un beso", como comentó un especialista.
Al igual que con el prototipo, la carrocería para la producción del Kaiser Darrin estaba hecha de fibra de vidrio. Más resistente que el aluminio, la fibra de vidrio no se pudría ni se corroía, y era liviana y más flexible que el acero para moldearla. Los moldes eran mucho menos costosos que las herramientas necesarias para doblar y dar forma al acero. En teoría, esto podría hacer que un automóvil con carrocería de fibra de vidrio resultase económico para que lo produjera un pequeño fabricante privado como Kaiser. La carrocería se moldeó en dos secciones, menos la tapa de la plataforma, las puertas y el capó. Debajo, los rieles del bastidor del Henry J se modificaron para permitir una posición del conductor más baja, se modificó la relación de dirección y se cambiaron las tasas de resorte y amortiguación para adaptarse a la carrocería más ligera. El automóvil se ofreció inicialmente en cuatro colores: laca champán (blanco), laca vela roja, laca satinada amarilla y laca tinte pino (verde), con pinturas de laca porque la fibra de vidrio no podía soportar las temperaturas necesarias para hornear el esmalte. La empresa de Tritt, Glasspar, recibió el encargo de producir carrocerías para el modelo de producción en serie. Sin embargo, Glasspar produjo solo unas pocas de estas carrocerías. Las 435 carrocerías de las unidades restantes fueron producidas internamente por Kaiser. Glasspar continuó produciendo las tapas de la plataforma (soporte de la rodadura, compartimiento superior y capó del motor) y las puertas.
Se necesitaron varias modificaciones para poner el coche en producción. Solo dos de estos cambios enfurecieron al diseñador, pero se consideraron necesarios para cumplir con las regulaciones de vehículos en varios estados: elevar los faros cuatro pulgadas y agregar señales de giro por debajo de ellos. Otras alteraciones incluyeron tapas separadas para el maletero y el compartimento superior en lugar de la tapa de una pieza del prototipo, un parabrisas de una pieza en lugar de un parabrisas dividido, un interior modificado y una pantalla en el tablero con los instrumentos agrupados delante del volante en lugar de estar repartidos por el panel. Las características interiores incluyeron asientos de vinilo en distintos colores, disponibles en rojo, blanco, negro o Pine Tint (verde), y un suelo alfombrado. Los cinturones de seguridad, que no estaban ampliamente disponibles en los automóviles estadounidenses por entonces, se incluyeron como una opción, aunque el coche no disponía de puntos de sujeción integrados en el bastidor o la carrocería.

## Producción

### Retrasos

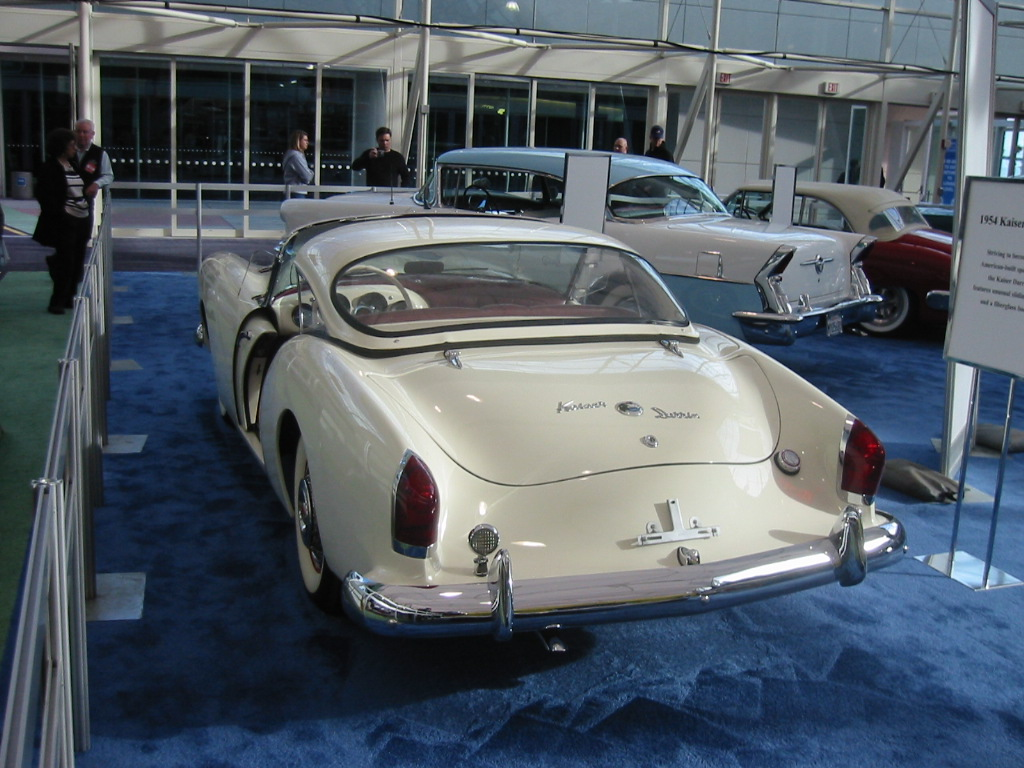
Vista posterior de un Kaiser Darrin

El prototipo del Darrin se dio a conocer al público en septiembre de 1952 (dos meses antes de que General Motors presentara el Corvette) en el Motorama de Los Ángeles, un evento fundado por Robert E. Petersen de la editorial de Hot Rod y Motor Trend en 1950 para atender a los entusiastas del hot rod y de los coches personalizados. La respuesta al Darrin del público y de los medios de comunicación fue positiva, con el roadster apodado "el coche deportivo que todo el mundo ha estado esperando". En el Salón del Automóvil de Nueva York de 1953, Kaiser Motors anunció que el Darrin estaría disponible ese otoño. Sin embargo, los modelos de producción no llegaron a las salas de exhibición hasta enero de 1954, después de que el Corvette llegara al mercado.
Entre los factores que provocaron el retraso se encontraba la falta de un motor adecuado. Si bien el prototipo había utilizado la transmisión del Henry J estándar, incluso el propio Kaiser se dio cuenta de que un automóvil deportivo necesitaba más potencia de la que ese motor podía ofrecer. Los ingenieros de Kaiser habían desarrollado un motor V8 OHV, pero la empresa no tenía dinero para construirlo. Posteriormente, Kaiser había recurrido a Oldsmobile, pero el precio del motor Rocket V8 de 303 pulgadas cúbicas (4965 cm³) se volvió prohibitivo cuando Oldsmobile aumentó su precio a la mitad de las negociaciones. Para el Darrin, los ingenieros de Kaiser modificaron el motor del Henry J, incorporándole una culata de aluminio de alta compresión, un árbol de levas más deportivo y una configuración de tres carburadores. Estos cambios agregaron al motor 25 caballos, pero redujeron la durabilidad de válvulas y pistones, y afectaron negativamente a las condiciones de conducción del vehículo.
En marzo de 1953, Kaiser se fusionó con Willys-Overland para formar Willys Motors Incorporated, y poco después Kaiser trasladó la producción a la planta de Willys en Toledo (Ohio). La fusión también ofreció una alternativa de motor para el Darrin. Cuando el motor Kaiser J modificado no resultó práctico, los ingenieros de Kaiser decidieron probar el Willys Hurricane de seis cilindros con culata en F. El Hurricane rendía tan solo seis caballos más que el motor Kaiser modificado, pero estaba construido más sólidamente y parecía resistir mejor los esfuerzos adicionales generados por la sobrealimentación. Desafortunadamente, justo cuando se estaba resolviendo el problema del motor, una huelga de trabajadores cerró la planta de Willow Run donde se fabricaba el propulsor. Todas estas vicisitudes provocaron que la producción piloto del Darrin no comenzara hasta agosto de 1953, con los primeros vehículos de serie saliendo de las cadena de producción en diciembre de ese mismo año.

### Ventas lentas y defectos de diseño
Cuando el automóvil finalmente llegó al mercado, su precio de 3668 dólares, era más alto que el de los automóviles de lujo Cadillac del 62 o del Lincoln Capri, pero venía equipado con tacómetro, limpiaparabrisas eléctricos, parabrisas tintado, y neumáticos de banda blanca. Debido al precio del automóvil y a su escasa potencia, las ventas fueron bajas. El rendimiento excepcional en carretera del Darrin tampoco sirvió para incrementar las ventas. El motor Willys Hurricane de seis cilindros en línea rendía 90 caballos, lo que permitió que el automóvil alcanzara una velocidad máxima de tan solo 95 millas por hora (152,9 km/h) y pasara de 0 a 60 millas por hora (96,6 km/h) en unos 15 segundos. Si bien era más rápido que el económico MG TF, era más lento que el Alfa Romeo Giulietta y que el Triumph TR2. Comparado con el Corvette de motor más grande, con el Nash-Healey y con el Jaguar XK, el Darrin quedó completamente superado. Además, mientras que el Darrin poseía una dirección rápida, considerablemente subviradora en curvas rápidas, no era tan ágil en general como sus rivales europeos. Sin embargo, giraba confortablemente si se comparaba con otros automóviles deportivos. Sus frenos, tomados del Kaiser Manhattan, mucho más pesado, eran excelentes y el coche resultó en general fácil de conducir.
Los problemas con el diseño también se hicieron evidentes cuando el Darrin salió al mercado, especialmente en lo que respecta a sus puertas correderas. Si bien el espacio interior era adecuado, entrar o salir por las estrechas aberturas de las puertas podía resultar incómodo. Las puertas de los primeros vehículos de serie tendían a atascarse. Un cambio a casquillos de rodillos de nailon (adoptados después en los primeros automóviles) corrigió el problema hasta cierto punto, pero los propietarios aún tenían que mantener continuamente los rieles de las puertas libres de suciedad para que funcionasen correctamente. Además, la parte superior plegable y las cortinas laterales presentaban fugas y la calefacción resultó inadecuada. Si bien estos dos últimos problemas afectaban a casi todos los coches deportivos de la época, también limitaron la clientela del Darrin. Ante esta situación, los distribuidores de Kaiser se mostraban reacios a realizar pedidos.

### Fin de la producción
La esperanza de Kaiser de que el Darrin sirviera de reclamo para que los distribuidores solicitaran más modelos estándar de la compañía no resultó cierta. A principios de 1954, muchas franquicias de Kaiser se habían cambiado a otros fabricantes de automóviles o habían cerrado, y muy pocas pidieron unidades del Darrin. Dado que la confianza del consumidor en el futuro de Kaiser se había reducido, los compradores generalmente no querían comprar ninguno de sus coches, y mucho menos uno que, aunque atractivo, también parecía poco práctico y tenía un precio de artículo de lujo. La falta de pedidos llevó a Kaiser en julio a reducir el precio al por mayor del Darrin en aproximadamente un cinco por ciento. Más tarde en ese mes, el gerente general de ventas de la compañía, Roy Abernethy, ofreció incentivos sustanciales a los distribuidores en todos los Kaiser, que incluían una asignación de intercambio de 700 dólares en cualquier Darrin.
Si bien Kaiser se había fijado el objetivo de vender 1000 Darrin al año, la producción no había llegado a la mitad de ese número y la fábrica donde se producía el Darrin acumulaba cada vez más automóviles sin vender. El contrato de arrendamiento de la factoría, ubicada en Jackson (Míchigan), estaba por vencer. Se necesitaría un contrato de arrendamiento renovado en esa instalación o el establecimiento de una nueva línea de ensamblaje en otro lugar si se pretendía que la producción del Darrin continuara después de finales de 1954. Esta circunstancia, y el hecho de que ni los pedidos ni las ventas de los distribuidores mostraron signos de mejora, hizo que Kaiser detuviera la producción en agosto de 1954.
Otro factor en la desaparición del Darrin fue una anómala tormenta de nieve que azotó Toledo en el invierno de 1953-1954. Cincuenta Darrin que habían sido almacenados en el patio de la planta de Kaiser-Willys, permanecieron enterrados en la nieve durante varios meses. Cuando finalmente fueron desenterrados, sus carrocerías de fibra de vidrio se consideraron demasiado deterioradas como para venderlos como coches nuevos, y Kaiser ordenó que se desguazaran. En este punto, intervino Darrin, exigiendo que la empresa no desechara su creación. Dado que Darrin había conservado los derechos sobre el diseño del automóvil, que Kaiser había construido bajo licencia, el fabricante le ofreció los coches a un precio simbólico como compensación. Darrin los compró y los envió a Santa Mónica.

## Consecuencias

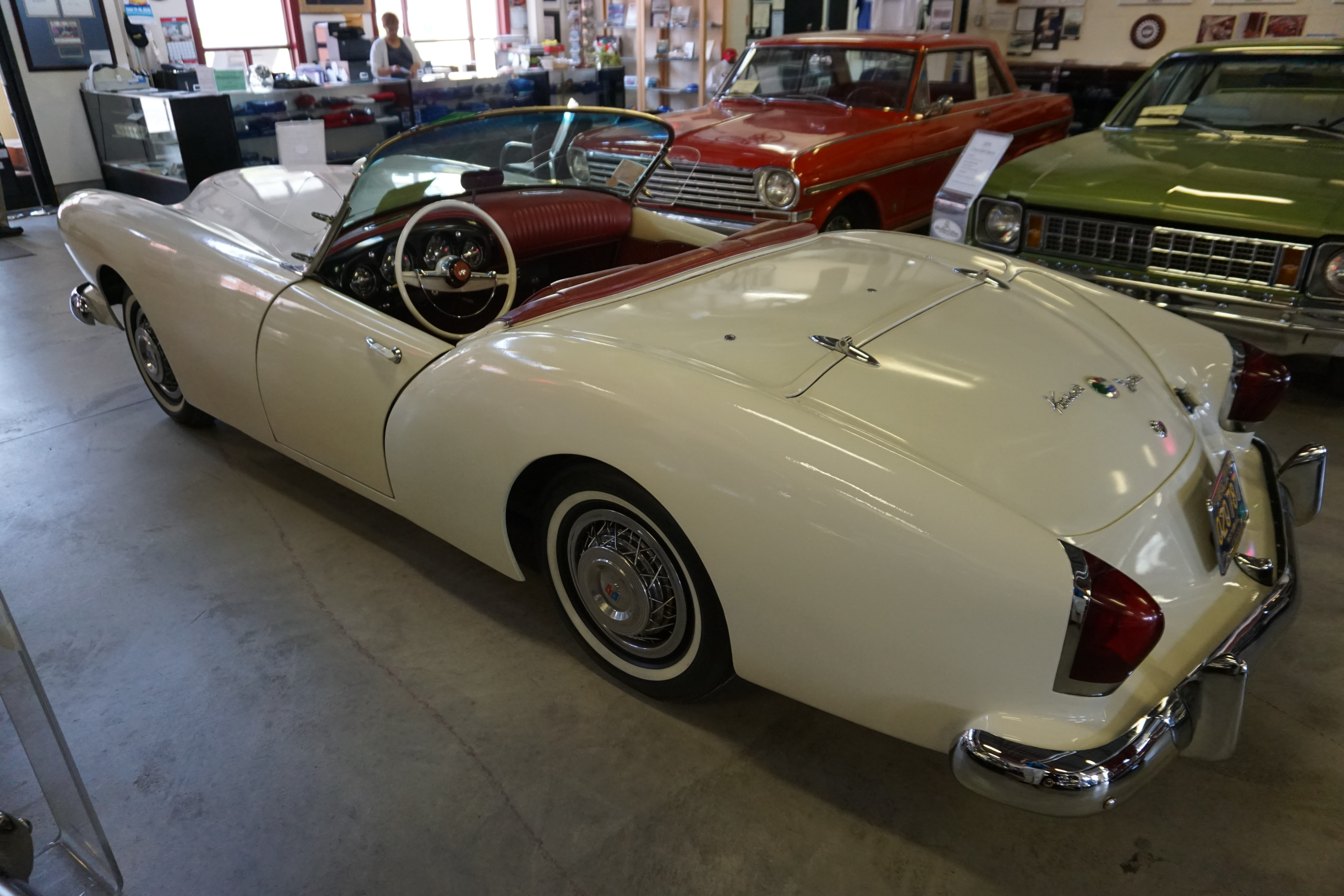
Un Kaiser Darrin de 1954 en exhibición en el Museo del Patrimonio Automotriz de Ypsilanti

Cuando Kaiser abandonó el mercado de automóviles de consumo estadounidense en 1955, todavía tenía varios Darrin almacenados en sus instalaciones. Howard Darrin reunió tantos como pudo y, junto con las 50 unidades dañadas que había traído de la planta de Toledo, los puso a la venta en su sala de exposición de Hollywood. Modernizó los motores de varios coches con sobrealimentadores McCulloch y carburadores múltiples para mejorar su rendimiento. Reemplazó los motores de seis coches por propulsores V-8, con una potencia de 305 bhp, los utilizados por General Motors para su Cadillac Eldorado. Darrin vendió estos últimos coches como Kaiser-Darrin Special a 4350 dólares cada uno.
Ambas conversiones mejoraron drásticamente el rendimiento de Darrin. Las pruebas del prototipo de fábrica sobrealimentado realizado en Kaiser mostraron que los coches con motor sobrealimentado podían pasar de cero a 60 millas por hora (96,6 km/h) en unos 10 segundos y tenían una velocidad máxima de más de 100 millas por hora (160,9 km/h). Los Darrin Special con motor Cadillac, según el especialista del automóvil Martyn L. Schorr, "combinaban los mejores atributos de un automóvil deportivo altamente estilizado con los de un hot rod". Con una velocidad máxima de más de 145 millas por hora (233,4 km/h), algunos de ellos compitieron en eventos de SCCA en manos de propietarios como Laura Maxine Elmer (que luego se convertiría en la segunda esposa de Briggs Cunningham), el piloto de carreras Lance Reventlow y Ray Sinatra (primo de Frank Sinatra). En 1957, se vendió el último de los roadster.
Darrin también trató de interesar a la Studebaker-Packard Corporation en la versión de cuatro puertas de la que se habló cuando presentó el prototipo del Kaiser Darrin a Henry J. Kaiser. Se construyó una maqueta de techo rígido con una distancia entre ejes extendida, puertas correderas delanteras y traseras y una parte delantera rediseñada. Studebaker-Packard, con problemas económicos, descartó el diseño. Se desconoce el paradero de la maqueta de Darrin.

## Análisis
Severson sostiene que, si bien a primera vista podría considerarse al Kaiser Darrin un fracaso de marketing, realmente no lo hizo tan mal en comparación con su competencia en el campo de los coches deportivos. El Nash-Healey, que también era caro, vendió solo alrededor de 500 vehículos entre 1951 y 1954. La producción de la compañía británica Allard nunca superó las 150 unidades al año aproximadamente, y las ventas anuales de coches de kit de fibra de vidrio como el Glasspar G2 y el Woodill Woodfire se midieron en docenas. Severson agrega que si bien el Corvette se produjo en cantidades mucho mayores que el Kaiser Darrin o sus rivales extranjeros, los mayores recursos de marketing de Chevrolet y la red de distribuidores más sólida tampoco aseguraron ventas sostenidas, y a a finales de 1954 quedaban cientos de unidades sin vender. El modelo no se volvió rentable para General Motors, dice Severson, hasta que fue equipado con un motor V8 y ventanillas con manivela. Con todo esto en mente, concluye Severson, el hecho de que Kaiser vendiera tantos Darrin como vendió fue algo notable.
Incluso si Kaiser Motors hubiera sido más fuerte financieramente o hubiera estado mejor establecida en el mercado, dice Severson, el Darrin podría no haberse vendido en grandes cantidades. Consideraciones prácticas como un precio más bajo, un mejor rendimiento y una impermeabilización eficaz podrían haber llevado a mayores ventas. Aun así, continúa Severson, la compañía probablemente no habría ganado mucho dinero con el automóvil. Si hubiera llegado a las salas de exposición lo suficientemente temprano como para proporcionar un mayor valor promocional a Kaiser Motors en su conjunto, dice Severson, este hecho podría no haber resultado tan crucial. Cuando llegó la producción del Darrin, sugiere Severson, "Kaiser no necesitaba un reclamo de ventas, necesitaba un milagro".